# Перша війна діадохів
Перша війна діадохів (322—320 рр. до н. е.) — конфлікт між полководцями та наступниками Александра Македонського, відомими як діадохи, що виник після його смерті в 323 році до н. е. Цей конфлікт був першим у серії воєн між діадохами, які боролися за контроль над величезною імперією Александра, що простягалася від Греції до Індії.

## Передумови
Смерть Александра Македонського в 323 році до н. е. залишила його імперію без чіткого спадкоємця. Хоча його син, Александр IV, народився невдовзі після смерті батька, він був немовлям, а його зведений брат, Філіп III Аррідей, був психічно нестабільним. Це створило вакуум влади, який заповнили його полководці, що прагнули встановити свій контроль над частинами імперії.
Регентство над імперією спочатку взяв на себе Пердікка, один із провідних полководців Александра, який став фактичним правителем імперії від імені двох королів. Інші діадохи, зокрема Антигон Одноокий, Птолемей, Кассандр, Лісімах і Євмен, контролювали різні частини імперії. Проте, суперечності між ними незабаром призвели до війни.

## Причини війни
Головною причиною війни була боротьба за контроль над різними частинами імперії Александра. Пердікка намагався зберегти цілісність імперії під своїм регентством, тоді як інші полководці, особливо Птолемей в Єгипті, почали діяти більш незалежно, прагнучи відокремити свої володіння.
Одним із ключових моментів, що призвів до початку конфлікту, стало рішення Пердікки перенести тіло Александра Македонського з Вавилона до Македонії, щоб поховати його в Егасі, традиційному місці поховання македонських царів. Однак Птолемей викрав тіло і перевіз його до Мемфіса в Єгипті, що стало символічним кроком до незалежності його правління.

## Хід війни

### Кампанія Пердікки
У відповідь на дії Птолемея Пердікка вирушив у похід на Єгипет у 321 році до н. е., сподіваючись розгромити Птолемея і відновити контроль над цією ключовою провінцією. Проте його кампанія зазнала невдачі через важкі умови для армії, складність переправи через Ніл і невдоволення його військових. У результаті, Пердікка був убитий власними офіцерами під час походу.

### Конфлікти в Греції та Малій Азії
Паралельно з кампанією Пердікки, інші діадохи почали свої військові дії. Антигон Одноокий, який контролював Азію, вступив у конфлікт із Євменом, лояльним до Пердікки, у Малій Азії. Антигон здобув значні перемоги і поступово розширював свою владу.
У Греції, Кратер, полководець, що виступав проти Пердікки, діяв разом з Антипатром, намагаючись придушити опір міст, які підтримували Пердікку. Кратер загинув у бою з Євменом, але Антипатр здобув перемоги на Балканах.

### Смерть Пердікки та новий поділ
Після смерті Пердікки діадохи провели новий поділ імперії на Конференції в Трипарадісі (321 р. до н. е.). Новим регентом імперії був обраний Антипатр, який отримав контроль над Македонією та Грецією. Птолемей зберіг Єгипет, Антигон — Азію, а Лісімах — Фракію.

## Наслідки
Перша війна діадохів завершилася новим поділом імперії, але не вирішила головних суперечностей між полководцями. Боротьба за владу продовжилася в наступних війнах діадохів, що призвело до подальшого розпаду імперії Александра на окремі елліністичні держави.
Конфлікти між діадохами привели до створення кількох великих держав, зокрема:
- Птолемеївський Єгипет,
- Селевкідська імперія в Азії,
- Антигонідська Македонія,
- та інші менші утворення.

### Учасники
Основні діадохи:
- Пердікка — регент імперії після смерті Александра, убитий у Єгипті.
- Птолемей I Сотер — засновник династії Птолемеїв у Єгипті.
- Антигон I Одноокий — полководець, який контролював Азію.
- Кассандр — син Антипатра, який боровся за владу в Македонії.
- Антипатр — полководець і регент Македонії, який став новим регентом після Пердікки.
- Євмен — полководець, лояльний до Пердікки.

## Результати
Новий поділ імперії після Конференції в Трипарадісі. Посилення незалежності Птолемея в Єгипті. Підготовка до наступних воєн між діадохами, які тривали протягом кількох десятиліть.